# Wereldkampioenschap superbike van Phillip Island 2018
Het wereldkampioenschap superbike van Phillip Island 2018 was de eerste ronde van het wereldkampioenschap superbike en het wereldkampioenschap Supersport 2018. De races werden verreden op 24 en 25 februari 2018 op het Phillip Island Grand Prix Circuit op Phillip Island, Australië.

## Superbike

### Race 1
| Pos | Nr | Rijder               | Constructeur | Rondes | Tijd           | Grid | Punten |
| --- | -- | -------------------- | ------------ | ------ | -------------- | ---- | ------ |
| 1   | 33 | Marco Melandri       | Ducati       | 22     | 33:40.354      | 3    | 25     |
| 2   | 66 | Tom Sykes            | Kawasaki     | 22     | +1.180         | 1    | 20     |
| 3   | 7  | Chaz Davies          | Ducati       | 22     | +9.265         | 5    | 16     |
| 4   | 12 | Javier Forés         | Ducati       | 22     | +9.821         | 7    | 13     |
| 5   | 1  | Jonathan Rea         | Kawasaki     | 22     | +13.896        | 6    | 11     |
| 6   | 22 | Alex Lowes           | Yamaha       | 22     | +17.028        | 4    | 10     |
| 7   | 2  | Leon Camier          | Honda        | 22     | +21.514        | 11   | 9      |
| 8   | 50 | Eugene Laverty       | Aprilia      | 22     | +23.662        | 2    | 8      |
| 9   | 60 | Michael van der Mark | Yamaha       | 22     | +27.430        | 8    | 7      |
| 10  | 36 | Leandro Mercado      | Kawasaki     | 22     | +27.446        | 17   | 6      |
| 11  | 76 | Loris Baz            | BMW          | 22     | +27.748        | 14   | 5      |
| 12  | 45 | Jacob Gagne          | Honda        | 22     | +28.466        | 13   | 4      |
| 13  | 54 | Toprak Razgatlıoğlu  | Kawasaki     | 22     | +30.000        | 9    | 3      |
| 14  | 40 | Román Ramos          | Kawasaki     | 22     | +53.619        | 15   | 2      |
| 15  | 37 | Ondřej Ježek         | Yamaha       | 22     | +1:02.682      | 20   | 1      |
| 16  | 99 | P.J. Jacobsen        | Honda        | 22     | +1:09.775      | 22   |        |
| DNF | 81 | Jordi Torres         | MV Agusta    | 19     | Uitgevallen    | 12   |        |
| DNF | 17 | Troy Herfoss         | Honda        | 19     | Uitgevallen    | 19   |        |
| DNF | 68 | Yonny Hernández      | Kawasaki     | 13     | Ongeluk        | 18   |        |
| DNF | 25 | Daniel Falzon        | Yamaha       | 9      | Uitgevallen    | 21   |        |
| DNF | 47 | Wayne Maxwell        | Yamaha       | 1      | Schade ongeluk | 16   |        |
| DNS | 32 | Lorenzo Savadori     | Aprilia      | 0      | Niet gestart   |      |        |

### Race 2
Daniel Falzon werd gediskwalificeerd omdat hij zijn verplichte bandenpitstop niet had uitgevoerd.
| Pos | Nr | Rijder               | Constructeur | Rondes | Tijd              | Grid | Punten |
| --- | -- | -------------------- | ------------ | ------ | ----------------- | ---- | ------ |
| 1   | 33 | Marco Melandri       | Ducati       | 22     | 34:42.633         | 3    | 25     |
| 2   | 1  | Jonathan Rea         | Kawasaki     | 22     | +0.021            | 6    | 20     |
| 3   | 12 | Javier Forés         | Ducati       | 22     | +0.304            | 7    | 16     |
| 4   | 66 | Tom Sykes            | Kawasaki     | 22     | +1.488            | 1    | 13     |
| 5   | 22 | Alex Lowes           | Yamaha       | 22     | +2.474            | 4    | 11     |
| 6   | 2  | Leon Camier          | Honda        | 22     | +2.745            | 11   | 10     |
| 7   | 60 | Michael van der Mark | Yamaha       | 22     | +3.098            | 8    | 9      |
| 8   | 81 | Jordi Torres         | MV Agusta    | 22     | +14.301           | 12   | 8      |
| 9   | 76 | Loris Baz            | BMW          | 22     | +14.361           | 14   | 7      |
| 10  | 54 | Toprak Razgatlıoğlu  | Kawasaki     | 22     | +19.785           | 9    | 6      |
| 11  | 40 | Román Ramos          | Kawasaki     | 22     | +25.237           | 15   | 5      |
| 12  | 36 | Leandro Mercado      | Kawasaki     | 22     | +40.504           | 17   | 4      |
| 13  | 45 | Jacob Gagne          | Honda        | 22     | +58.923           | 13   | 3      |
| 14  | 99 | P.J. Jacobsen        | Honda        | 22     | +1:00.084         | 22   | 2      |
| 15  | 50 | Eugene Laverty       | Aprilia      | 20     | +2 ronden         | 2    | 1      |
| DNF | 7  | Chaz Davies          | Ducati       | 11     | Ongeluk           | 5    |        |
| DNF | 37 | Ondřej Ježek         | Yamaha       | 0      | Uitgevallen       | 20   |        |
| DSQ | 25 | Daniel Falzon        | Yamaha       | 12     | Gediskwalificeerd | 21   |        |
| DNS | 17 | Troy Herfoss         | Honda        | 0      | Niet gestart      |      |        |
| DNS | 32 | Lorenzo Savadori     | Aprilia      | 0      | Niet gestart      |      |        |
| DNS | 47 | Wayne Maxwell        | Yamaha       | 0      | Niet gestart      |      |        |
| DNS | 68 | Yonny Hernández      | Kawasaki     | 0      | Niet gestart      |      |        |

## Supersport
De race werd na 3 ronden stilgelegd vanwege een crash tussen Hannes Soomer en Michael Canducci. Later werd de race herstart over een lengte van 9 ronden.
| Pos | Nr  | Rijder                | Constructeur | Rondes | Tijd                  | Grid | Punten |
| --- | --- | --------------------- | ------------ | ------ | --------------------- | ---- | ------ |
| 1   | 144 | Lucas Mahias          | Yamaha       | 9      | 14:07.811             | 1    | 25     |
| 2   | 21  | Randy Krummenacher    | Yamaha       | 9      | +1.274                | 6    | 20     |
| 3   | 11  | Sandro Cortese        | Yamaha       | 9      | +1.517                | 7    | 16     |
| 4   | 64  | Federico Caricasulo   | Yamaha       | 9      | +1.556                | 5    | 13     |
| 5   | 81  | Luke Stapleford       | Triumph      | 9      | +4.270                | 4    | 11     |
| 6   | 3   | Raffaele De Rosa      | MV Agusta    | 9      | +6.696                | 11   | 10     |
| 7   | 16  | Jules Cluzel          | Yamaha       | 9      | +14.403               | 12   | 9      |
| 8   | 111 | Kyle Smith            | Honda        | 9      | +14.476               | 9    | 8      |
| 9   | 86  | Ayrton Badovini       | MV Agusta    | 9      | +14.926               | 8    | 7      |
| 10  | 36  | Thomas Gradinger      | Yamaha       | 9      | +15.124               | 13   | 6      |
| 11  | 66  | Niki Tuuli            | Honda        | 9      | +16.545               | 15   | 5      |
| 12  | 84  | Loris Cresson         | Yamaha       | 9      | +17.789               | 14   | 4      |
| 13  | 54  | Kenan Sofuoğlu        | Kawasaki     | 9      | +19.210               | 2    | 3      |
| 14  | 78  | Hikari Okubo          | Kawasaki     | 9      | +19.359               | 10   | 2      |
| 15  | 7   | Tom Toparis           | Kawasaki     | 9      | +19.362               | 17   | 1      |
| 16  | 74  | Jaimie van Sikkelerus | Honda        | 9      | +19.678               | 19   |        |
| 17  | 94  | Mike Di Meglio        | Yamaha       | 9      | +19.723               | 16   |        |
| 18  | 10  | Nacho Calero          | Kawasaki     | 9      | +32.888               | 21   |        |
| DNF | 83  | Lachlan Epis          | Kawasaki     | 5      | Uitgevallen           | 22   |        |
| DNF | 65  | Michael Canducci      | Kawasaki     | 0      | Ongeluk in race 1     | 18   |        |
| DNF | 38  | Hannes Soomer         | Honda        | 0      | Ongeluk in race 1     | 20   |        |
| DNF | 13  | Anthony West          | Kawasaki     | 0      | Uitgevallen in race 1 | 3    |        |
| DNS | 35  | Stefan Hill           | Triumph      | 0      | Niet gestart          |      |        |

## Tussenstanden na wedstrijd

### Superbike
| Pos | Nr | Rijder         | Team     | Punten |
| --- | -- | -------------- | -------- | ------ |
| 1   | 33 | Marco Melandri | Ducati   | 50     |
| 2   | 66 | Tom Sykes      | Kawasaki | 33     |
| 3   | 1  | Jonathan Rea   | Kawasaki | 31     |
| 4   | 12 | Javier Forés   | Ducati   | 29     |
| 5   | 22 | Alex Lowes     | Yamaha   | 21     |

### Supersport
| Pos | Nr  | Rijder              | Team    | Punten |
| --- | --- | ------------------- | ------- | ------ |
| 1   | 144 | Lucas Mahias        | Yamaha  | 25     |
| 2   | 21  | Randy Krummenacher  | Yamaha  | 20     |
| 3   | 11  | Sandro Cortese      | Yamaha  | 16     |
| 4   | 64  | Federico Caricasulo | Yamaha  | 13     |
| 5   | 81  | Luke Stapleford     | Triumph | 11     |

1990 · 1991 · 1992 · 1994 · 1995 · 1996 · 1997 · 1998 · 1999 · 2000 · 2001 · 2002 · 2003 · 2004 · 2005 · 2006 · 2007 · 2008 · 2009 · 2010 · 2011 · 2012 · 2013 · 2014 · 2015 · 2016 · 2017 · 2018 · 2019 · 2020 · 2022 · 2023 · 2024 · 2025